# Maxillaria albiflora
Maxillaria albiflora är en orkidéart som beskrevs av Oakes Ames och Charles Schweinfurth. Maxillaria albiflora ingår i släktet Maxillaria och familjen orkidéer. Inga underarter finns listade i Catalogue of Life.